# Чесапик ретривер
Чесапик ретривер (енгл. Chesapeake (Bay) Retriever) је пас који се развио дуж залива Чесапик током 19. века, ловећи водене птице под најнеповољнијим временским и воденим условима. Подједнако добро ради на земљи и у води. Карактеристика расе је специфичан длачни покривач, који омогућава чесапику да обавља своју дужност са лакоћом, спретношћу и издржљивошћу. На глави чесапика лобања је широка и округласта са средње израженим стопом. Вилице треба да буду довољно дугачке и снажне да мирно и нежно ухвате велику птицу. Дупла длака састављена је од кратке, оштре и таласасте спољне длаке и густе, фине и вунасте поддлаке, која у себи садржи обиље природних уља, што је идеално „одело” за сурове ледене временске услове у којима чесапик често ради. Тело чесапика је јако, добро избалансирано, снажне конструкције, умерене величине и средње дужине тела и ногу, дубоког и широког грудног коша, плећке са пуном слободом покрета, без показивања слабости у било којим цртама, нарочито у задњем делу. Снажан је пас, мада не на рачун окретности и издржљивости.
Величина и супстанца не треба да су претерани, јер је то радни ретривер, активне природе. Расна одлика су и веома јасне очи, жућкасте или боје ћилибара. Задњи део је виши или незнатно виши од плећки. Дупла длака која има тенденцију таласастости само на плећкама, врату, леђима и бутинама. Чесапикова вредност је у сјајној веселој нарави, интелигенцији, потпуно доброј нарави (по природи веран заштитник). Нагињање екстремној плашљивости или екстремној агресивности је непожељно код сваке ловачке расе или расе за пратњу.
Ови пси су љубазни, несебични и храбри, тврдоглави, опрезни, пуни енергије и несташни. Заљубљени су у воду. Доминантни су и тврдоглави (нарочито мужјаци), па ако се нема пуно искуства са псима — овај пас у том слуичају и не треба да буде ичији избор. Власник пса мора „показати ко је газда”, а одгој мора бити доследан и пун љубави. Овој раси треба доста кретања. Нарочито воле пливати, апортирати и — наравно — ловити, и то поготово у води. Способност пливања је код њих повећана због кожица између прстију.

## Спољашњост
Чесапик ретривер треба да има интелигентан израз, очи средње величине, веома јасне, жућкасте или боје ћилибара, широко постављене. Уши треба да буду мале, добро постављене на главу, слободно висеће, средње одлакане. Лобања је широка и округласта са средње израженим стопом, нос средње кратак. Њушка је приближно исте дужине као и лобања, сужава се, али врх није оштар. Усне су танке, нису висеће. Преферира се маказасто зубало, али се прихвата и клештасто.
Врат
Врат треба да буде средње дужине, са снажном мускулатуром, добро уклопљен у плећке.
Горња линија
Горња линија треба да изгледа да је задњи део виши или благо виши од лопатица.
Леђа
Треба да буду кратка, добро повезана и пуна снаге.
Груди
Грудни кош треба да буде јак, дубок и широк. Ребарни кавез бачваст, округао и дубок.
Тело
Пас је средње дужине, никада здепаст нити шаранаст; доњи део је пре улегнут, док би бокови требало да буду добро наборани.
Реп
Реп чесапика је средње дужине, тежак у основи. Реп треба да буде раван или благо завијен и не треба да буде завијен изнад леђа или умотан са стране.
Предњи део
Не треба да постоји знак слабости у предњем делу.
Плећке
Треба да су косе са пуном слободом у акцији. Пун снаге без икаквих ограничења у кретању.
Ноге
Ноге су средње дуге и равне, са добрим костима и мишићима. Дошапље благо савијене, средње дужине. Предње ноге су равне, гледано однапред и отпозади. Заперци на предњим ногама могу се уклонити. Добро спојене кожицом за пливање, зечје шапе добре су величине, са фино заобљеним и затвореним прстима.
Задњи део
Добар задњи део је неопходан; пунији је и снажнији од предњих ногу. Без икаквог знака слабости у задњем делу. Задњи део треба да је нарочито снажан и гибак да дȃ потисну снагу за пливање. Ноге су средње дужине и равне, са добрим костима, као и мишићима. Колена треба да буду добро углована. Средње дуго растојање од скочног зглоба до земље. Задње ноге су равне ако се посматрају спреда и од позади. Заперци, ако их има, свакако морају бити уклоњени.
Длака
Длака чесапик ретривера треба да је дебела и кратка, нигде преко 3,81  дуга, са густом, фином, вунастом поддлаком. Длака на личном делу и ногама треба да је врло кратка и равна, само на плећкама, врату, леђима и бутинама показује знаке таласастости. Умерена одлаканост задњице и репа је дозвољена. Грађа длаке чесапика је веома важна јер је он навинут да лови по свим врстама неповољних временских прилика, често радећи по леду и снегу. Уље, оштра спољна длака и вунаста поддлака су од пресудне важности заштите, да хладна вода не дође до чесапикове коже и помогне му да се брзо осуши. Чесапикова длака треба да је отпорна на воду, по прилици као и перје птице. Када чесапик стресе воду, она се не задржава у длаци, која остаје само влажна.
Боја
Боја чесапик ретривера мора бити колико је то могуће више прилагођена околини у којој ради. Свака браон боја, од тамносмеђе до боје сена је прихватљива. Преферира се чиста боја чесапика. Ниједна боја нема предност над другом. Бела мрља на грудима, стомаку, прстима или задњој страни шапа (одмах изнад великог јастучића) је допуштена, али је боља што мања мрља, јер се преферира чиста боја. Боја длаке и њена грађа морају бити разматрани при оцењивању на судијском столу или у рингу. Ожиљци из лова се не кажњавају.

## Кретање
Корак мора бити раван, кретање слободно без напора, одајући утисак велике снаге и чврстине. Гледано са стране треба да буде добро пружајуће без ограничења кретања, однапред и отпозади са добром еластичношћу коленичних и скочних зглобова. У лову не срне, пас одаје знаке лабавих лактова. Када се чесапик у кретању удаљава, не треба да показује знаке крављих скочних зглобова отпозади. Како брзина расте, шапе имају тенденцију да се приближавају средњој линији.

## Темперамент
Чесапик ретривер треба да изгледа живахно, веселе нарави, са интелигентним изразом. Храбар и расположен за рад, опрезан, доброг њуха, интелигентан, заљубљен у воду, свеукупно пун квалитета, више од других, а нарав свакако мора имати примарно место у разматрању селекције и узгоја чесапик ретривера.

## Галерија
- Датотека:-
- Датотека:-
- Датотека:-
- Датотека:-
- Датотека:-
- Датотека:-
- Датотека:-